# Jaroslav Vinš
Jaroslav Vinš (* 30. prosince 1947, Bílenec) je bývalý český hokejista, obránce.

## Hokejová kariéra
V lize hrál za TJ SONP/Poldi SONP Kladno (1965–1968 a 1970–1983) a během vojenské služby za Duklu Jihlava. Celkem za Kladno odehrál 1099 utkání a dal 173 gólů. S Kladnem získal 5x mistrovský titul a stal se vítězem PMEZ, další 2 mistrovské tituly získal s Duklou Jihlava. Za reprezentaci Československa nastoupil 12. března 1969 v Pardubicích proti USA.

## Klubové statistiky
| Sezona    | Klub              | Soutěž  | Základní část | Základní část | Základní část | Základní část | Základní část |
| Sezona    | Klub              | Soutěž  | Z             | G             | A             | B             | TM            |
| --------- | ----------------- | ------- | ------------- | ------------- | ------------- | ------------- | ------------- |
| 1965/1966 | TJ SONP Kladno    | 1. liga | 10            | 3             | 0             | 3             | 2             |
| 1966/1967 | TJ SONP Kladno    | 1. liga | 36            | 9             | 7             | 16            | 28            |
| 1967/1968 | TJ SONP Kladno    | 1. liga | 36            | 4             | 2             | 6             | 30            |
| 1968/1969 | ASD Dukla Jihlava | 1. liga | -             | -             | -             | -             | -             |
| 1969/1970 | ASD Dukla Jihlava | 1. liga | -             | -             | -             | -             | -             |
| 1970/1971 | TJ SONP Kladno    | 1. liga | 34            | 3             | 4             | 7             | 25            |
| 1971/1972 | TJ SONP Kladno    | 1. liga | 36            | 6             | 4             | 10            | 18            |
| 1972/1973 | TJ SONP Kladno    | 1. liga | 36            | 50            | 10            | 15            | 14            |
| 1973/1974 | TJ SONP Kladno    | 1. liga | 44            | 9             | 9             | 18            | 22            |
| 1974/1975 | TJ SONP Kladno    | 1. liga | 29            | 5             | 12            | 17            | 8             |
| 1975/1976 | TJ SONP Kladno    | 1. liga | 30            | 6             | 9             | 9             | 16            |
| 1976/1977 | TJ SONP Kladno    | 1. liga | 43            | 5             | 18            | 23            | 14            |
| 1977/1978 | Poldi SONP Kladno | 1. liga | 35            | 3             | 3             | 6             | 28            |
| 1978/1979 | Poldi SONP Kladno | 1. liga | 44            | 5             | 9             | 14            | 26            |
| 1979/1980 | Poldi SONP Kladno | 1. liga | 44            | 6             | 16            | 19            | 18            |
| 1980/1981 | Poldi SONP Kladno | 1. liga | 43            | 4             | 20            | 24            | 28            |
| 1981/1982 | Poldi SONP Kladno | 1. liga | 42            | 3             | 16            | 19            | 34            |
| 1982/1983 | Poldi SONP Kladno | 1. liga | 34            | 0             | 6             | 6             | 24            |